# Пожар в Карамае
Пожар в Карамае, считающийся одним из самых крупных пожаров невоенного характера в истории Китайской Народной Республики, вспыхнул 8 декабря 1994 года в здании Зала Дружбы округа Карамай во время концерта, на котором в качестве участников и зрителей присутствовало около 800 детей в возрасте от 7 до 14 лет.
Торжественный концерт песни и танца был организован в честь делегации высокопоставленных чиновников Коммунистической партии Китая. В качестве выступающих и зрителей были привлечены учащиеся карамайских школ. Во время представления на сцене начался пожар. Со слов выживших можно судить о том, что причиной пожара скорее всего стало короткое замыкание в системе подсветки сцены. Загорелся занавес, вскоре прозвучал взрыв; огонь охватил зрительный зал в течение нескольких минут.
Сиденья, на которых располагались зрители, были сделаны из винилового пластика. Из-за этого зал стал наполняться едким удушающим дымом. В то же самое время раздался официальный женский голос: «Ученикам оставаться на своих местах. Не двигаться. Пусть руководители идут первыми». Выжившие утверждают, что это был голос заместителя директора управления образования Карамайского государственного нефтепредприятия Куан Ли. Однако официальных подтверждений этому нет. Тем не менее, известно, что учителя подчинились этому приказу и не пытались выводить детей из зала, пока через единственный открытый аварийный выход его не покинули 20 партийных чиновников.
Большое количество жертв пожара объясняется также тем, что из-за ремонта семь из восьми выходов из зала были закрыты, а работников, располагающих ключами от них, не оказалось на месте. Эвакуация детей фактически так и не была организована.
В результате погибло 325 человек, 288 из них — дети школьного возраста, большинство из взрослых — учителя. Многие из них сгорели заживо, другие задохнулись в дыму или погибли в давке. 180 человек были ранены. Тела погибших не выдавались родственникам, свидетельства о смерти не оформлялись; все останки были захоронены в братскую могилу на следующий день после трагедии.
В 1995 году 300 семей погибших и пострадавших направили своих представителей во Всекитайское собрание народных представителей в Пекине с требованием справедливого судебного разбирательства. Суд признал виновными в общей сложности 14 человек, из них четверо были приговорены к тюремному заключению на срок до семи лет. Семьи пострадавших получили денежную компенсацию размером до 50.000 юаней.
В 2010 году режиссёр Сюй Синь снял документальный фильм о трагедии, названный «Карамай» и получивший специальный приз 63 кинофестиваля в Локарно. Фраза «Пусть руководители идут первыми» (讓領導先走) стала интернет-мемом, означающим, что государственные чиновники имеют приоритет над обычными людьми в чрезвычайных ситуациях.